# Skellefte älv

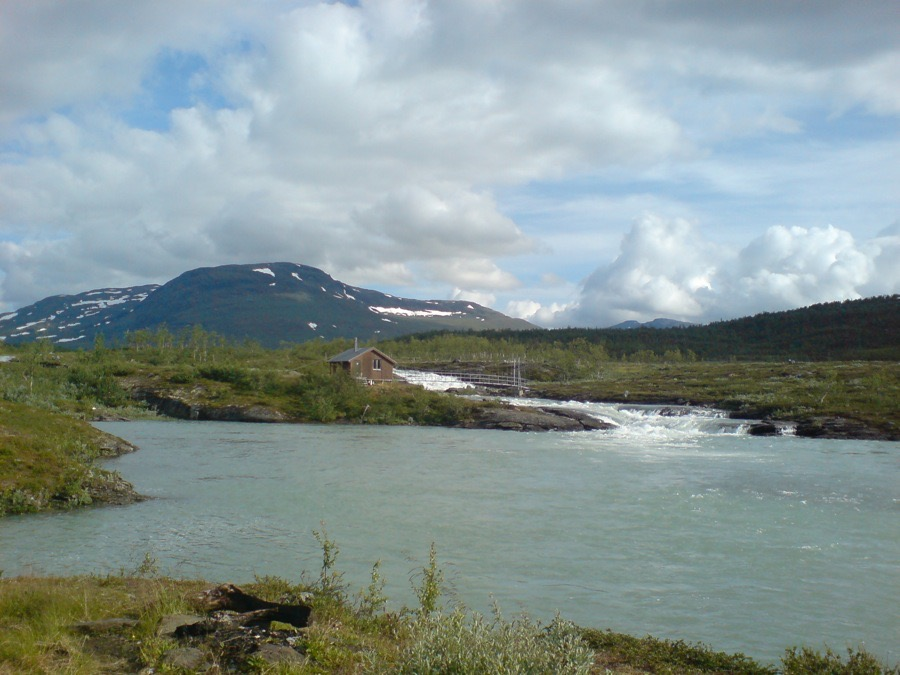
Juronjaurekåtan an der Mündung des Skelleälven direkt unterhalb des Sees Jurunjávrre

Der Skellefte älv (auch Skellefteälven; Pitesamisch Seldutiedno, Umesamisch Syöldateiednuo) ist einer der großen Flüsse im Norden Schwedens.
Er fließt durch Norrbottens län und Västerbottens län. 
Der Fluss hat eine Gesamtlänge von etwa 410 km. 
Er entspringt am See Jurunjávrre im westlichen Lappland, durchfließt die Seen Hornavan, Uddjaure und Storavan und mündet bei Skellefteå in den Bottnischen Meerbusen.
Die wichtigsten Nebenflüsse des Skellefte älv sind Malån, Petikån, Finnforsån, Bjurån und Klintforsån.
Der Mittellauf und Unterlauf des Skellefte älv wurden zur Energiegewinnung über weite Strecken kanalisiert und aufgestaut.

## Wasserkraftwerke
Flussabwärts gesehen liegen am Skellefte älv die folgenden Kraftwerke:
| Kraftwerk   | Betreiber        | Leistung (MW) | Erzeugung (Mio. kWh) | Betriebsbeginn                          |
| ----------- | ---------------- | ------------- | -------------------- | --------------------------------------- |
| Sädva       | Skellefteå Kraft | 31            | 119                  | 1985                                    |
| Bergnäs     | Skellefteå Kraft | 8             | 30                   | 1989                                    |
| Slagnäs     | Skellefteå Kraft | 7             | 30                   | 1989                                    |
| Bastusel    | Vattenfall       | 107           | 549                  | 1972                                    |
| Grytfors    | Skellefteå Kraft | 31            | 195                  | 1968                                    |
| Gallejaur   | Vattenfall       | 219           | 700                  | 1964                                    |
| Vargfors    | Vattenfall       | 122           | 452                  | 1961                                    |
| Rengård     | Skellefteå Kraft | 36            | 200                  | 1970                                    |
| Båtfors     | Skellefteå Kraft | 42            | 180                  | 1961                                    |
| Finnfors    | Skellefteå Kraft | 42            | 237                  | 1908 (1. Kraftwerk) 1955 (2. Kraftwerk) |
| Granfors    | Skellefteå Kraft | 39            | 207                  | 1952                                    |
| Krångfors   | Skellefteå Kraft | 62            | 340                  | 1928                                    |
| Selsfors    | Skellefteå Kraft | 59            | 260                  | 1944                                    |
| Kvistforsen | Statkraft        | 140           | 600                  | 1962                                    |